# Trechalea extensa
Espèce
Synonymes
- Triclaria extensa O. Pickard-Cambridge, 1896
- Trechalea magnifica Petrunkevitch, 1925

Trechalea extensa est une espèce d'araignées aranéomorphes de la famille des Trechaleidae.

## Distribution
Cette espèce se rencontre au Mexique au Chiapas, au Guatemala, au Honduras, au Nicaragua, au Costa Rica et au Panamá,.

## Description
La carapace du mâle décrit par Carico en 1993 mesure 8,8 mm de long sur 8,1 mm de large et l'abdomen 9,2 mm de long et celle de la femelle mesure 8,8 mm de long sur 8,5 mm de large et l'abdomen 11,6 mm de long.

## Publication originale
- O. Pickard-Cambridge, 1896 : Arachnida. Araneida. Biologia Centrali-Americana, Zoology. London, vol. 1, p. 161-224 (texte intégral).